# Reko Lundán
Reko Lundán (* 2. April 1969 in Janakkala, Finnland; † 27. Oktober 2006 in Helsinki) war ein finnischer Schriftsteller, Dramatiker und Theaterregisseur.

## Leben
Reko Lundán studierte von 1989 bis 1994 Dramaturgie an der Theaterakademie Helsinki. Noch im Abschlussjahr debütierte er mit Raivoavan enkelin syli als Dramatiker. Bis 2003 schrieb er noch vier Stücke, die er alle am KOM-Theater in Helsinki aufführte. Mit seinem Ettemme harhaan kääntyis veröffentlichten Theaterstück debütierte er als Regisseur und Autor am Finnischen Nationaltheater. Er adaptierte Kjell Westös Roman Drakarna över Helsingfors fürs Theater und durfte 2005 Shakespeares König Lear am Finnischen Nationaltheater inszenieren.
2003 wurde bei Lundán ein Hirntumor diagnostiziert. Die Diagnose und der Umgang mit dem bevorstehenden Tod verarbeitete er zusammen mit seiner Ehefrau in seinem letzten, 2006 erschienenen, Roman Viikkoja, kuukausia. Über seinen Gesundheitszustand sprach Lundán öffentlich kaum und bei der Veröffentlichung des Buches bestand er darauf klarzustellen, dass die Geschichte um einen Familienvater, der kurz vor dem Tod nicht seine persönliche, sondern eine fiktive sei. Das Buch selbst erschien Anfang Oktober 2006. Lundán selbst starb am 27. Oktober und wurde auf dem Friedhof Hietaniemi beigesetzt. Er konnte den Erfolg des Romans nicht mehr miterleben. So wurde es 2007 mit der Danke-für-das-Buch-Medaille ausgezeichnet.

## Werke (Auswahl)
Theaterstücke
- Raivoavan enkelin syli (1994)
- Budapest Bengal Tigers (1996)
- Ettemme harhaan kääntyis (1996)
- Aina joku eksyy (1998)
- Teillä ei ollut nimiä (2001)
- Tarpeettomia ihmisiä (2003)
- Ihmisiä hyvinvointivaltiossa (2003)
- Kutsumattomia vieraita, laulunäytelmä (2006)

Romane
- Ilman suuria suruja (2002)
- Rinnakkain (2004)
- Viikkoja, kuukausia (2006, mit Tina Lundán)

Drehbücher
- 1998: Viola
- 2007: Åäö

## Auszeichnungen (Auswahl)
- Helsingin-Sanomat-Literaturpreis 2002 für „Ilman suuria suruja“
- Danke-für-das-Buch-Medaille 2007 für „Viikkoja, kuukausia“